# SZK Szioni Bolniszi
A Szioni Bolniszi (grúzul: საფეხბურთო კლუბი სიონი ბოლნისი, magyar átírásban: Szapehburto Klubi Szioni Bolniszi) grúz labdarúgócsapat, székhelye Bolniszi városában található. Jelenleg a grúz élvonalban szerepel.

## Története
A klub története egészen 1936-ig nyúlik vissza, kiemelkedő eredménnyel azonban 1995-ig nem büszkélkedhet, főként alsóbb osztályokban szerepelt.
Az 1995–1996-os szezonban története során először élvonalbeli csapatként játszott, melynek azóta is tagja. A 2003–2004-es szezon hozta meg az első kiemelkedő eredmény, a bajnokságban a WIT Georgia csapatával azonos pontszámmal végzett az első helyen, így rájátszásra került sor. A bajnoki címért folyó csatát végül a WIT 2–0-s arányban nyerte meg, az „aranymérkőzés” azonban véres verekedésbe fulladt. A Grúz labdarúgó-szövetség nyomozása megállapította, hogy a Szioni-szurkolók felelősek a botrányért, ezért 10 mérkőzéses pályabeltiltással büntette a csapatot, majd az UEFA is eltiltotta az UEFA-kupa-részvételtől.
Az eltiltások rossz hatással voltak a csapatra, a következő idénybeli teljesítmény csak a középmezőnybe volt elegendő. A 2005–2006-os szezon meghozta a várva várt aranyat, a bolniszi együttes megnyerte a grúz pontvadászatot. A Bajnokok Ligája 2006–2007-es kiírásában az azeri Bakı FK együttesével találkozott az 1. selejtezőkörben, és összesítésben 2–1-es győzelemmel a következő körbe lépett. Búcsúra a Levszki Szofija kényszerítette, a neves bolgár együttes mindkét mérkőzésen 2–0-s diadalt aratott, így kiejtette grúz ellenfelét.

## Sikerei, díjai
- Grúz bajnok: 1 alkalommal (2006)

## Eredményei

### Európaikupa-szereplés

#### Összesítve
| Kupa            | J | Gy | D | V | Rg | Kg |
| --------------- | - | -- | - | - | -- | -- |
| Bajnokok Ligája | 4 | 1  | 0 | 3 | 2  | 6  |
| UEFA-kupa       | 2 | 0  | 0 | 2 | 0  | 6  |
| Összesítve      | 6 | 1  | 0 | 5 | 2  | 12 |

#### Szezonális bontásban
| Idény     | Kupa            | Forduló         | Klub            | 1. mérk. | 2. mérk. |
| --------- | --------------- | --------------- | --------------- | -------- | -------- |
| 2003–2004 | UEFA-kupa       | 1. selejtezőkör | Matador Púchov  | 0–3      | 0–3*     |
| 2006–2007 | Bajnokok Ligája | 1. selejtezőkör | Bakı FK         | 2–1*     | 0–1      |
| 2006–2007 | Bajnokok Ligája | 2. selejtezőkör | Levszki Szofija | 0–2      | 0–2*     |

Megj.:
A csillaggal jelölt mérkőzéseket pályaválasztóként játszotta.

## Külső hivatkozások
- A Szioni Bolniszi adatlapja az UEFA honlapján (angolul)